# 信念偏誤
信念偏誤是指人們因為相信某個結論進而認為推理出該結論的過程是有道理、合邏輯 。一個人更有可能接受一个与他们的价值观、信仰和已掌握的知识相一致的结论，並且拒绝接受与该结论相反的论点，甚至有可能根據自己所相信的錯誤結論來做出錯誤的決策。 信念偏差是一种极其常见的認知偏誤。